# Barbus thamalakanensis
Barbus thamalakanensis är en fiskart som beskrevs av Fowler, 1935. Barbus thamalakanensis ingår i släktet Barbus och familjen karpfiskar. IUCN kategoriserar arten globalt som livskraftig. Inga underarter finns listade.